# A у колі
Ⓐ, ⓐ ( А в колі або латинська А в колі ) - Типографічний символ. Це латинська буква « A », поміщена в коло . Використовується поряд з іншими буквено-цифровими символами, також розміщеними в коло.

А у колі, яка використовується як символ анархії

В даний час символ використовується анархістами або тими, хто співчуває анархічним ідеям . Незважаючи на використання цього символу в армії США, на початку XXI століття «А в колі» значною мірою потіснила традиційний чорний прапор як найчастіше використовуваний символ для цього напряму думки. Письменник, філософ та продюсер телекомпанії BBC Пітер Маршалл  зазначав, що цей символ представляє ідею (розвинену П.А. А. Кропоткіним та іншими анархічними теоретиками) про те, що " анархія - це порядок " (англ. Anarchy is Order, нім. Anarchie ist Ordnung тощо. п. ); рання версія анархістського значка була представлена літерою " А " ("анархія"), кінці якої виходили за межі літери " O " ("порядок"), поки з часом не набула більш формального накреслення, що використовується зараз  .
Масове поширення символу почалося з 1968 року, коли він став одним із символів руху «Шістдесят»[джерело не вказане 2483 дні]  .

## Подання у кодуваннях
- Символ великої "А в колі" - Ⓐ - в Unicode представлений як U+24B6 або e2 92 b6 в шістнадцятковому коді . Десятичне представлення символу в XML & #9398;
- Символ малої «а в колі» - ⓐ - в Unicode представлений як U+24D0 або e2 93 90 у шістнадцятковому коді. Десятичне представлення символу в XML - & #9424;